# 金·愛德華茲
金·愛德華茲（英語： Kim Edwards，1958年5月4日—）是一位美國作家、教育家。出生於德克萨斯州，在紐約長大。她的第一部長篇小說是2005年出版的《不存在的女兒》（The Memory Keeper's Daughter），這成為「紐約時報」的暢銷書，榮獲在2008年的英國的桑斯博里連鎖超商大眾小說獎的英國銀河圖書獎。
她在1997年出版了短篇小說《火王的秘密》（The Secrets of a Fire King），並在1998年榮獲PEN/海明威獎，並且還耀眼的同時獲得懷丁作家獎和納爾遜·艾格林獎她在柯蓋德大學研究所畢業，愛荷華大學的作家工作坊出身。在那之後與丈夫一起共赴馬來西亞、日本、柬埔寨生活，並有教英語的經驗。在日本的，小田原市住過2年。短篇小學充滿的她當時的旺盛經驗。她現在任教於肯塔基大學。
他最近的小說《夢之湖》（The Lake of Dreams）成為紐約時報的暢銷書  ，在2011年1月出版。

## 外部連結
- University of Kentucky profile （页面存档备份，存于）
- Short Biography by BookBrowse （页面存档备份，存于）
- The Memory Keeper's Podcast （页面存档备份，存于）
- Official site for The Memory Keeper's Daughter （页面存档备份，存于）